# Johann Michael Schneitmann

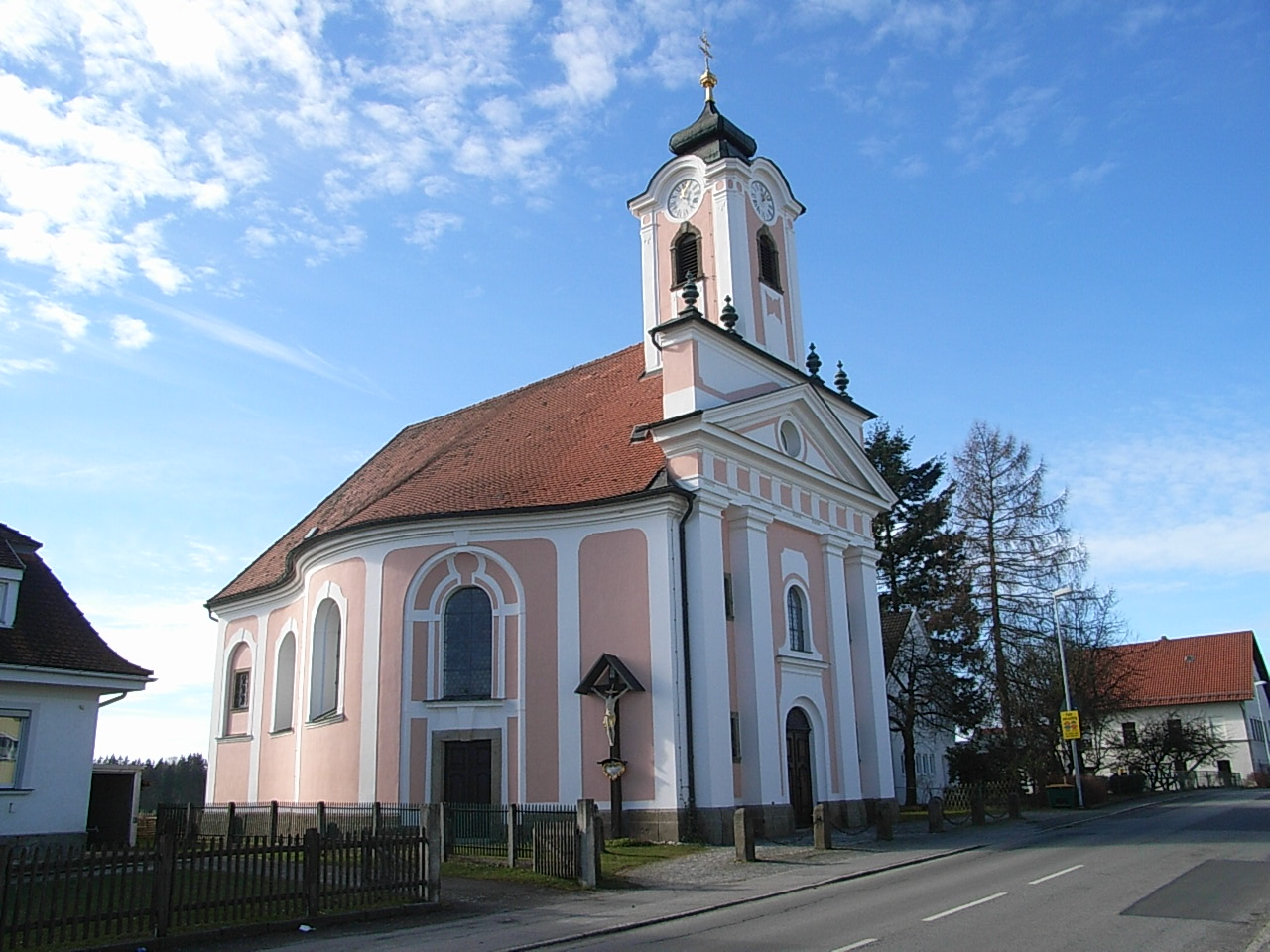
Die Pfarrkirche von Dommelstadl

Johann Michael Schneitmann, auch Schneidmann, war ein in Passau lebender Architekt des Rokoko.
Schneitmann ist von 1720 bis 1795 in Passau nachweisbar. 1745 heiratete er Anna Franziska Pawanger, die Witwe des Baumeisters Jakob Pawanger. Um 1750 besaß er den Titel eines Domkapitelmaurermeisters. 1781 wurde er zum Dombau- und Maurermeister ernannt.
Drei heute noch bestehende Bauwerke wurden von ihm gestaltet: 1750 vollendete er die von Severin Goldberger begonnene Dreifaltigkeitskirche Dommelstadl. Nach seinen Plänen wurde zwischen 1750 und 1762 das Bürgerliche Waisenhaus in Passau errichtet. Auch der Entwurf für die 1770 entstandene Doppelturmfassade der Klosterkirche von Kloster Vornbach stammt von ihm.